# 紅旗演習
紅旗演習（英語：Exercise Red Flag）是位於內華達州的內利斯空軍基地與阿拉斯加州的艾爾生空軍基地由美國空軍一年三次，為期兩週所舉辦的先進空戰訓練演習項目。於1975年11月29日首次舉行，匯集了來自美國陸軍、美國空軍、美國海軍、美國海軍陸戰隊以及美國軍事盟約國人員演練。

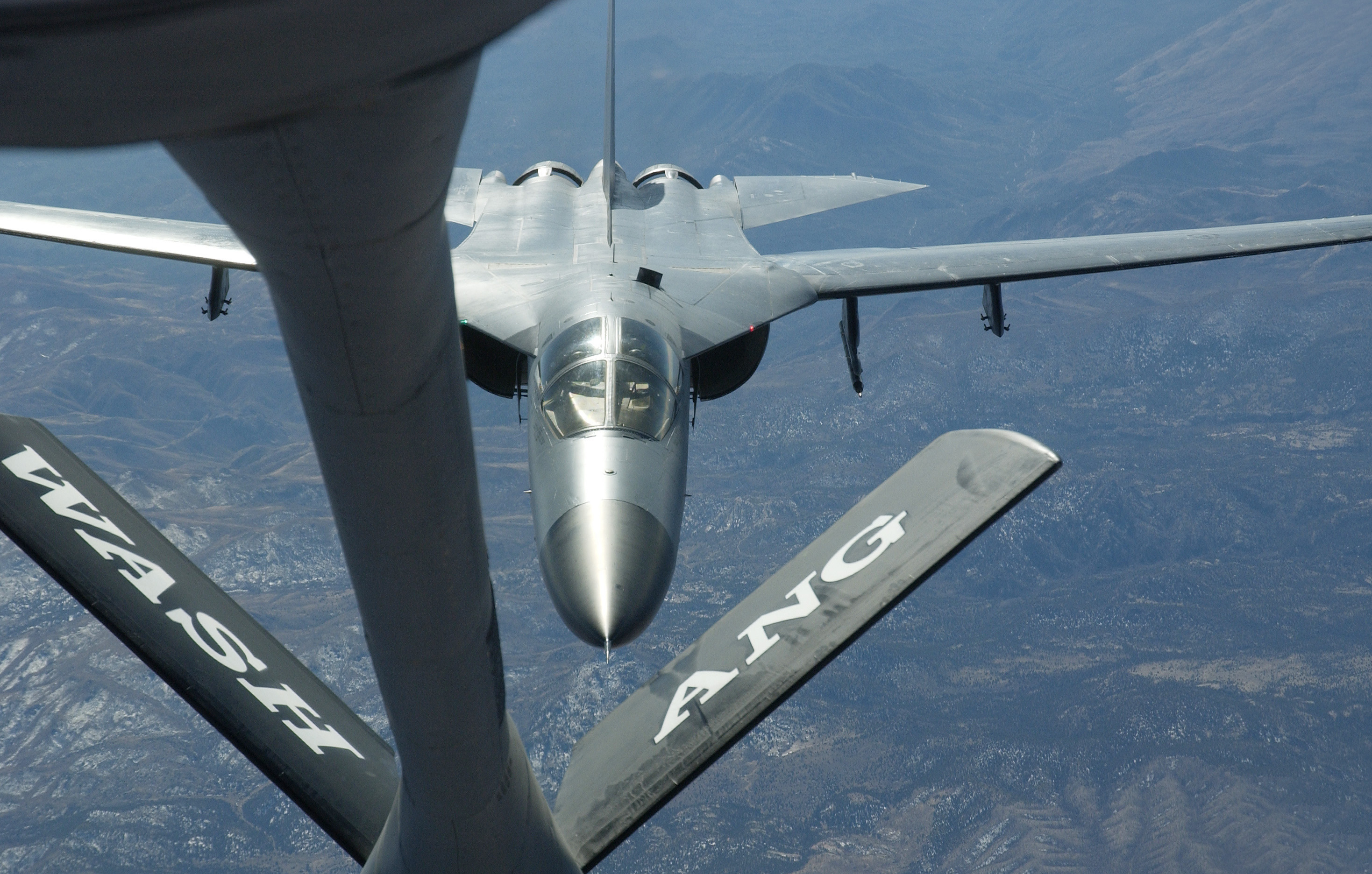
澳大利亞空軍的F-111戰鬥轟炸機在紅旗演習中練習接近華盛頓州空中國民警衛隊的KC-135空中加油機。

紅旗演習的演練安排每年由美國空軍第57聯隊第414戰鬥訓練中隊所安排4到6個循環進行，另外，為了令這個演習非常逼真、如實戰般的操演效果，每次的紅旗演習敵方戰術都不同，藉此加強美軍、北約以及其他盟約國飛行員的戰鬥意識與飛行技巧，順便與盟國飛行員切磋。
紅旗最逼真的部分還包括使用「敵軍」的硬體，把演訓戰機塗成蘇聯戰機的樣子，並在炸射練習上使用實彈。紅旗演習中又因此又成立一個子項目「年度國際空軍炸射大賽」。
第414中隊每年累得人仰馬翻就是為了擴大戰鬥準備，並讓紅旗演習的與會人員在逼真、高危險的演訓狀態下能夠平安結束。參與演訓的飛行員結束演訓後，必須先回到討論會，發表感想，並且接受有實戰經驗的教官們評論。

參加紅旗演習的美國空軍假想敵中隊F-16C戰鬥機。

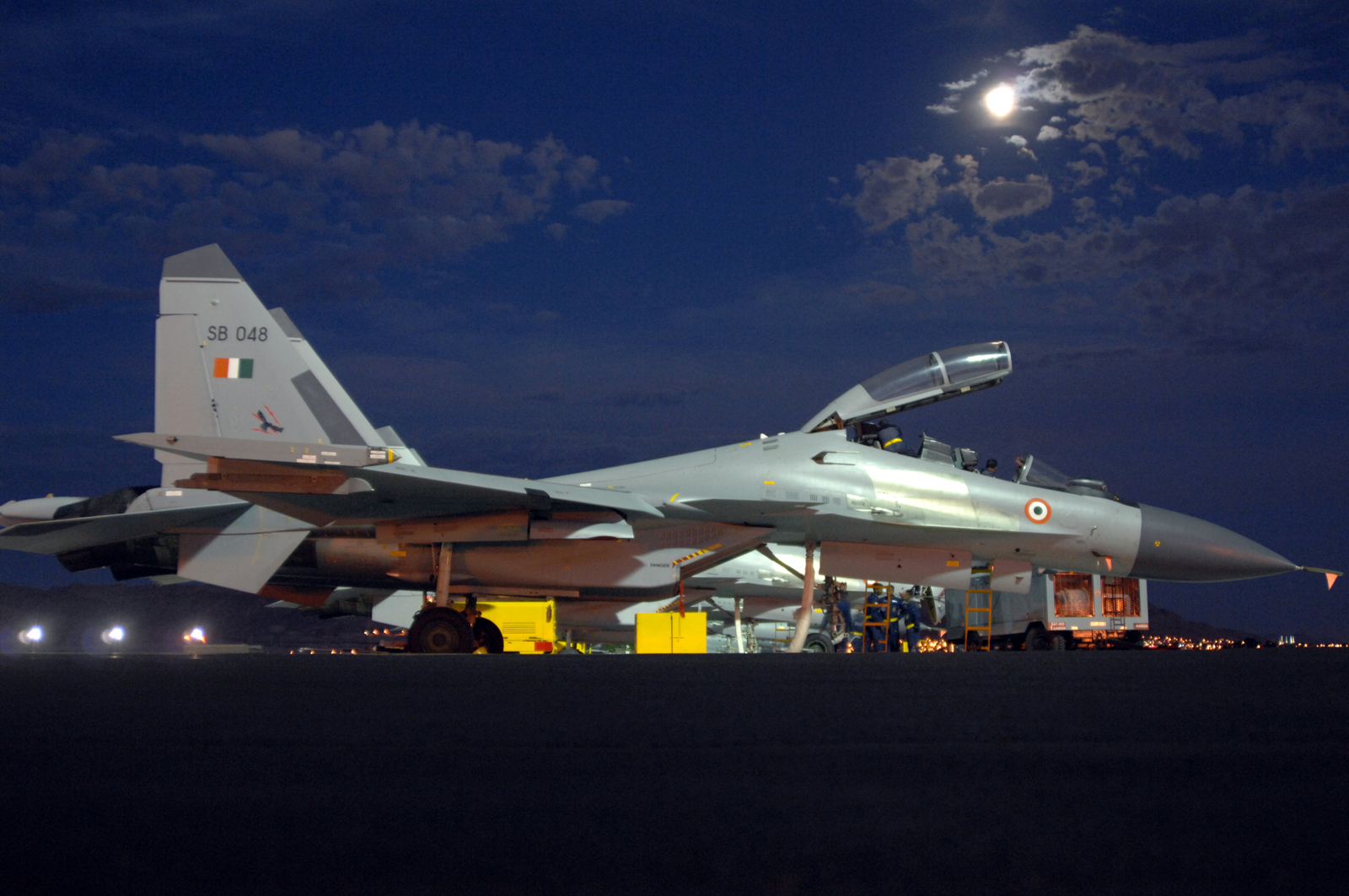
參加紅旗演習的印度空軍Su-30MKI戰鬥機。

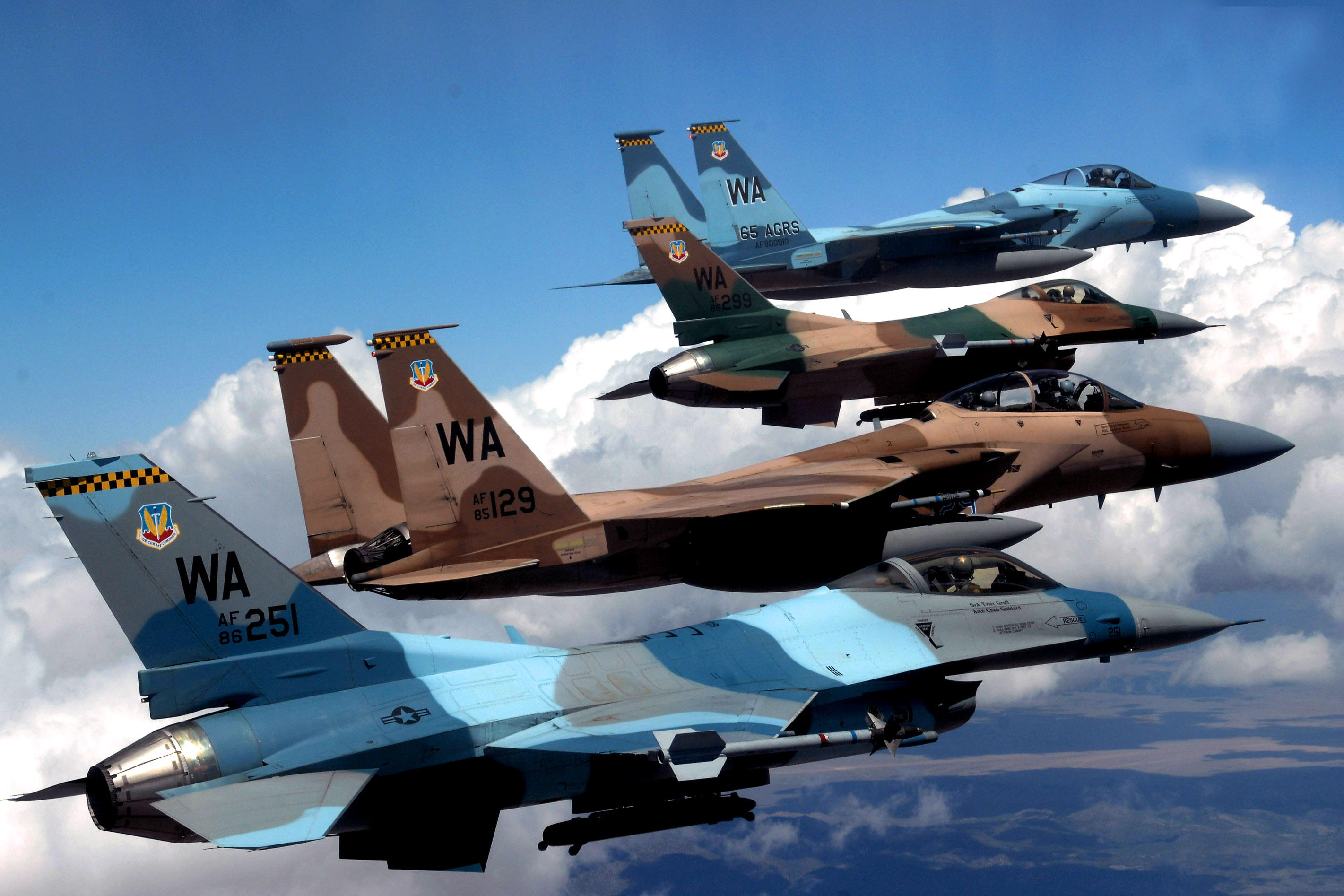
第64和第65侵略者中隊的F-15和F-16在內華達測試和訓練靶場上空列隊飛行，並非紅旗演習中拍攝。

為了讓與會人員能夠平安完成演訓，包括在各種情境下的狀況下達後如何進行，包括指引在演訓中被「擊落」的飛機改高度與速度返航，或者真的不幸發生機械故障，飛行員就會棄機跳傘，並於跳傘後獲救，美國空軍傘降救援隊就會準備上場救援，第414中隊劃分了一塊名為內利斯綜合靶場區域專供演訓使用。
這塊名為靶場的區域位於賭城拉斯維加斯西北方，長乘以寬為190公里乘以111公里的範圍，大約是瑞士的一半大小，足夠演訓單位來一場混戰。
典型的紅旗演習分為紅藍兩軍對抗，紅軍扮演假想敵俄羅斯，藍軍則扮演美方及其盟國，這一點還沒有明顯改變過。
以下為紅藍兩軍規模：
藍軍規模：
藍軍司令部：
美國空軍戰鬥司令部（位於維吉尼亞州蘭利基地）
美國空軍運輸司令部（位於伊利諾州史考特基地）
美國空軍駐歐司令部（位於德國拉姆施泰因空軍基地）
美國空軍太平洋司令部（位於夏威夷希卡姆基地）
美國空軍後備司令部（位於喬治亞州羅賓斯基地）
藍軍作戰單位：
藍軍必須聽命於總指揮的「佈署計畫」（英語：Employment Plan）
美國陸軍的紅軍對抗系統
美國空軍
美國海軍的紅軍對抗系統（駕駛F/A-18）
美國海軍陸戰隊的紅軍對抗系統（駕駛F/A-18）
加拿大空軍（駕駛CF-18）
美國各州的空中國民警衛隊
以及其他17個盟國；巴西空軍與印度空軍自2008年8月才參加；委內瑞拉空軍與葡萄牙空軍曾經參加過。
紅軍規模：
紅軍司令部：
第507防空假想敵中隊的地面電戰與通訊單位
第527宇航假想敵中隊的網路單位與其他電戰單位
第26宇航假想敵中隊，位於科羅拉多州許瑞佛基地（備役單位）
紅軍作戰單位：
美國第57假想敵戰術大隊的第64侵略者中隊（駕駛F-16C，美國海軍戰鬥機武器學校裝備的是批次30N）
美國第57假想敵戰術大隊的第65侵略者中隊（駕駛F-15）
雖然以上中隊均隸屬於美國空軍，但為扮演敵方，採用的是俄羅斯式的集中指揮與管制的戰術，為了延續與執行從嚴從難的標準，紅軍指揮部還多了一個藍軍沒有的單位（即第527宇航假想敵中隊）來使訓練難度更加混亂，透過網路與其他電戰的方式來癱瘓藍軍指揮部的全球定位系統。

## 參與紅旗演習的同盟國及其他國家
| - 美国 - 英国 - 巴西 （1998年7月及2008年8月） - 丹麦 - 挪威 - 印度 - 以色列 - 義大利 - 埃及 - 德国 - 希腊 （2008年10月） - 日本 - 加拿大 | - 哥伦比亚 （2012年7月） - 新西兰 - 新加坡 - 西班牙 - 瑞典 - 土耳其 - 阿联酋 - 沙烏地阿拉伯 - 委內瑞拉 （1992年及1996年） - 法國 - 荷蘭 - 葡萄牙 （2000年3月） - 中華民國 （2025年6月擔任觀察員） |